# ロシャーノ
ロシャーノ（イタリア語: Rosciano）は、イタリア共和国アブルッツォ州ペスカーラ県にある、人口約3,900人の基礎自治体（コムーネ）。

## 地理

### 位置・広がり

#### 隣接コムーネ
隣接するコムーネは以下の通り。
- アランノ
- チェパガッティ
- キエーティ (CH)
- マノッペッロ
- ノッチャーノ
- ピアネッラ

## 行政

### 分離集落
ロシャーノには、以下の分離集落（フラツィオーネ）がある。
- Villa San Giovanni, Villa Badessa, Villa Oliveti, Piano Fara